# 弗朗库尔
弗朗库尔（法語：Francourt，法語發音：[fʁɑ̃kuʁ]）是法国上索恩省的一个市镇，属于沃苏勒区。

## 地理
弗朗库尔（47°39'1"N, 5°44'40"E）面积7.04 平方千米，位于法国勃艮第-弗朗什-孔泰大區上索恩省，该省份为法国东部内陆省份，北起顺时针与孚日省、贝尔福地区省、杜省、汝拉省、科多尔省和上马恩省接壤。
与弗朗库尔接壤的市镇（或旧市镇、城区）包括：拉罗什莫雷、弗勒雷莱拉翁库尔、罗什和罗库尔、沃隆。

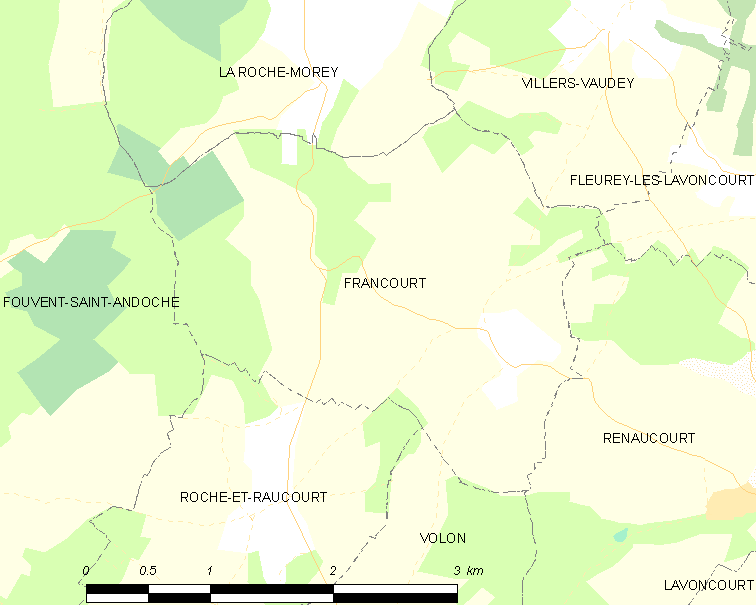
弗朗库尔的OSM定位图

弗朗库尔的时区为UTC+01:00、UTC+02:00（夏令时）。

## 行政
弗朗库尔的邮政编码为70180，INSEE市镇编码为70251。

## 政治
弗朗库尔所属的省级选区为萨隆河畔当皮埃尔县。

## 人口

1962-2008年间弗朗库尔人口变化图示

弗朗库尔于2022年1月1日时的人口数量为101人。